# Herminia paradoxa
Herminia paradoxa là một loài bướm đêm trong họ Noctuidae.